# Ґузґаванд
Ґузґаванд (перс. گوزگوند) — село в Ірані, входить до складу дехестану Ровзех-Чай у Центральному бахші шахрестану Урмія провінції Західний Азербайджан.